# Olympische Sommerspiele 2024/Radsport – Keirin (Männer)
Der Keirin der Männer bei den Olympischen Spielen 2024 in Paris wurde am 10. und 11. August im Vélodrome National ausgetragen.

## Ablauf
Am 10. August fanden die Erste Runde und die Hoffnungsläufe statt:
- In den fünf Läufen der Ersten Runde qualifizierten sich je zwei Fahrer direkt fürs Viertelfinale. Die unterlegenen Fahrer kamen in die Hoffnungsläufe. Die Setzliste der Ersten Runde richtete sich nach der Keirin-Weltrangliste.
- In den vier Hoffnungsläufen qualifizierten sich wiederum je zwei Fahrer fürs Viertelfinale.

Am 11. August fanden Viertel- und Halbfinale sowie die Finalläufe statt.
- Das Viertelfinale bestand aus drei Läufen mit je sechs Fahrern, von denen jeweils vier ins Halbfinale kamen.
- Das Halbfinale bestand aus zwei Läufen mit je sechs Fahrern. Die ersten drei kamen jeweils ins A-Finale, die übrigen ins B-Finale.
- Die Finalläufe bestanden aus dem B-Finale um die Plätze 7–12 und dem A-Finale um die Plätze 1–6.

## Rennverlauf
Die Qualifikation für diesen Wettbewerb richtete sich nach einer Nationen-Rangliste, in die die Ergebnisse der Bahnradsport-Weltmeisterschaften 2023, des UCI Track Cycling Nations’ Cups 2023 und 2024 sowie der kontinentalen Meisterschaften 2023 und 2024 eingingen. Israel und Suriname hatten sich für zwei Plätze qualifiziert, nutzen aber jeweils nur einen; diese Plätze wurden an Kolumbien und Kasachstan vergeben. Der Olympiasieger von Tokio, Jason Kenny, hatte seine Karriere beendet, mit Azizulhasni Awang und Harrie Lavreysen standen die übrigen Medaillengewinner von 2021 am Start und mit Kevin Quintero der amtierende Weltmeister. Auch Jeffrey Hoogland, Michail Jakowlew und Shinji Nakano hatten seit 2021 WM-Medaillen gewonnen, Matthew Richardson und Jack Carlin hinter Lavreysen die Medaillen im zuvor ausgetragenen Sprint-Wettbewerb.
Für Awang endete seine fünfte und vermutlich letzte Olympia-Teilnahme in einem Fiasko: Er überholte während der Ersten Runde versehentlich das Derny und wurde disqualifiziert. Der andere malaysische Teilnehmer, Shah Firdaus Sahrom, wurde vom dritten auf den letzten Platz relegiert, da er einen anderen Teilnehmer bedrängt hatte, was aber keine unmittelbaren Auswirkungen hatte. Auch in den Hoffnungsläufen griff die Jury mehrfach ein: Zhou Yu erhielt seinen Sieg aberkannt, da er auf dem blauen Band überholt hatte, Rayan Helal wurde wegen Behinderung eines Überholmanövers vom zweiten Platz zurückgesetzt. Der letzte Hoffnungslauf musste abgebrochen und wiederholt werden, da Kwesi Browne schwer gestürzt war. Er wurde von Sanitätern abtransportiert, kam aber ohne größere Verletzungen davon.
Die Viertelfinalläufe gingen regulär über die Bühne und sahen das Ausscheiden mehrerer Favoriten wie Quintero, Hoogland, Jakowlew und Nicholas Paul. Der zweite Halbfinallauf wurde von Richardson vor Lavreysen, Kaiya Ōta und Shah Firdaus Sahrom gewonnen, wobei Hamish Turnbull und Luca Spiegel gestürzt waren; die Jury sah die Schuld bei Ōta. Da dieser bereits im Sprint-Wettbewerb verwarnt worden war, wurde er nun vollends disqualifiziert; statt seiner zog Sahrom ins Finale ein.
Das Finale gewann Lavreysen vor Richardson, dahinter kamen Sahrom, Nakano und Carlin gemeinsam zu Sturz und ließen den Weg frei für Matthew Glaetzer auf den dritten Platz. Lavreysen gewann auf diese Weise seine dritte Goldmedaille in Paris und seine fünfte insgesamt; er avancierte damit zum erfolgreichsten niederländischen Sommerolympioniken aller Zeiten. Glaetzer, der seine vierten Olympischen Spiele bestritt, eine Krebserkrankung überwunden und seinen Rücktritt nach den Spielen angekündigt hatte, gewann im letzten Rennen seiner Karriere erstmals eine olympische Einzelmedaille.

## Ergebnisse

### Erste Runde

#### Lauf A
| Rang | Name              | Nation      | Defizit   | Anm. |
| ---- | ----------------- | ----------- | --------- | ---- |
| 1    | Matthew Glaetzer  | Australien  |           | Q    |
| 2    | Jeffrey Hoogland  | Niederlande | + 0,011 s | Q    |
| 3    | Kaiya Ōta         | Japan       | + 0,031 s |      |
| 4    | Jaïr Tjon En Fa   | Suriname    | + 0,263 s |      |
| 5    | Rayan Helal       | Frankreich  | + 0,942 s |      |
| —    | Azizulhasni Awang | Malaysia    | DSQ       |      |

#### Lauf B
| Rang | Name                | Nation         | Defizit   | Anm. |
| ---- | ------------------- | -------------- | --------- | ---- |
| 1    | Harrie Lavreysen    | Niederlande    |           | Q    |
| 2    | Jack Carlin         | Großbritannien | + 0,361 s | Q    |
| 3    | Sébastien Vigier    | Frankreich     | + 0,535 s |      |
| 4    | Zhou Yu             | China          | + 0,819 s |      |
| 5    | Andrei Tschugai     | Kasachstan     | + 1,166 s |      |
| 6    | Maximilian Dörnbach | Deutschland    | + 1,191 s |      |

#### Lauf C
| Rang | Name               | Nation         | Defizit   | Anm. |
| ---- | ------------------ | -------------- | --------- | ---- |
| 1    | Matthew Richardson | Australien     |           | Q    |
| 2    | Shinji Nakano      | Japan          | + 0,119 s | Q    |
| 3    | Liu Qi             | China          | + 0,157 s |      |
| 4    | Hamish Turnbull    | Großbritannien | + 0,353 s |      |
| 5    | James Hedgcock     | Kanada         | + 0,400 s |      |
| 6    | Jean Spies         | Südafrika      | + 1,506 s |      |

#### Lauf D
| Rang | Name              | Nation              | Defizit   | Anm. |
| ---- | ----------------- | ------------------- | --------- | ---- |
| 1    | Michail Jakowlew  | Israel              |           | Q    |
| 2    | Kevin Quintero    | Kolumbien           | + 0,330 s | Q    |
| 3    | Kwesi Browne      | Trinidad und Tobago | + 0,427 s |      |
| 4    | Jai Angsuthasawit | Thailand            | + 0,510 s |      |
| 5    | Nick Wammes       | Kanada              | + 0,618 s |      |
| 6    | Luca Spiegel      | Deutschland         | + 0,767 s |      |

#### Lauf E
| Rang | Name                | Nation              | Defizit   | Anm. |
| ---- | ------------------- | ------------------- | --------- | ---- |
| 1    | Nicholas Paul       | Trinidad und Tobago |           | Q    |
| 2    | Mateusz Rudyk       | Polen               | + 0,023 s | Q    |
| 3    | Cristian Ortega     | Kolumbien           | + 0,449 s |      |
| 4    | Sam Dakin           | Neuseeland          | + 0,510 s |      |
| 5    | Vasilijus Lendel    | Litauen             | + 3,197 s |      |
| 6    | Shah Firdaus Sahrom | Malaysia            | REL       |      |

### Hoffnungsläufe

#### Lauf A
| Rang | Name                | Nation      | Defizit   | Anm. |
| ---- | ------------------- | ----------- | --------- | ---- |
| 1    | Kaiya Ōta           | Japan       |           | Q    |
| 2    | Sam Dakin           | Neuseeland  | + 0,143 s | Q    |
| 3    | Jai Angsuthasawit   | Thailand    | + 0,188 s |      |
| 4    | Maximilian Dörnbach | Deutschland | + 0,194 s |      |
| 5    | Jean Spies          | Südafrika   | + 0,249 s |      |

#### Lauf B
| Rang | Name             | Nation         | Defizit   | Anm. |
| ---- | ---------------- | -------------- | --------- | ---- |
| 1    | Hamish Turnbull  | Großbritannien |           | Q    |
| 2    | Luca Spiegel     | Deutschland    | + 0,069 s | Q    |
| 3    | Sébastien Vigier | Frankreich     | + 0,120 s |      |
| 4    | Vasilijus Lendel | Litauen        | + 0,146 s |      |
| 5    | Zhou Yu          | China          | REL       |      |

#### Lauf C
| Rang | Name                | Nation     | Defizit   | Anm. |
| ---- | ------------------- | ---------- | --------- | ---- |
| 1    | Shah Firdaus Sahrom | Malaysia   |           | Q    |
| 2    | Nick Wammes         | Kanada     | + 0,014 s | Q    |
| 3    | Liu Qi              | China      | + 0,121 s |      |
| 4    | Jaïr Tjon En Fa     | Suriname   | + 0,144 s |      |
| 5    | Rayan Helal         | Frankreich | REL       |      |

#### Lauf D
| Rang | Name            | Nation              | Defizit   | Anm. |
| ---- | --------------- | ------------------- | --------- | ---- |
| 1    | James Hedgcock  | Kanada              |           | Q    |
| 2    | Cristian Ortega | Kolumbien           | + 0,053 s | Q    |
| 3    | Andrei Tschugai | Kasachstan          | + 0,090 s |      |
| —    | Kwesi Browne    | Trinidad und Tobago | DNF       |      |

### Viertelfinale

#### Lauf A
| Rang | Name                | Nation         | Defizit   | Anm. |
| ---- | ------------------- | -------------- | --------- | ---- |
| 1    | Jack Carlin         | Großbritannien |           | Q    |
| 2    | Matthew Glaetzer    | Australien     | + 0,006 s | Q    |
| 3    | Shah Firdaus Sahrom | Malaysia       | + 0,051 s | Q    |
| 4    | Kaiya Ōta           | Japan          | + 0,059 s | Q    |
| 5    | Michail Jakowlew    | Israel         | + 0,215 s |      |
| 6    | James Hedgcock      | Kanada         | + 0,310 s |      |

#### Lauf B
| Rang | Name             | Nation              | Defizit   | Anm. |
| ---- | ---------------- | ------------------- | --------- | ---- |
| 1    | Harrie Lavreysen | Niederlande         |           | Q    |
| 2    | Hamish Turnbull  | Großbritannien      | + 0,089 s | Q    |
| 3    | Cristian Ortega  | Kolumbien           | + 0,138 s | Q    |
| 4    | Shinji Nakano    | Japan               | + 0,261 s | Q    |
| 5    | Nicholas Paul    | Trinidad und Tobago | + 0,582 s |      |
| 6    | Nick Wammes      | Kanada              | + 1,035 s |      |

#### Lauf C
| Rang | Name               | Nation      | Defizit   | Anm. |
| ---- | ------------------ | ----------- | --------- | ---- |
| 1    | Matthew Richardson | Australien  |           | Q    |
| 2    | Sam Dakin          | Neuseeland  | + 0,346 s | Q    |
| 3    | Mateusz Rudyk      | Polen       | + 0,444 s | Q    |
| 4    | Luca Spiegel       | Deutschland | + 0,491 s | Q    |
| 5    | Jeffrey Hoogland   | Niederlande | + 0,514 s |      |
| 6    | Kevin Quintero     | Kolumbien   | + 0,554 s |      |

### Halbfinale

#### Lauf A
| Rang | Name             | Nation         | Defizit   | Anm. |
| ---- | ---------------- | -------------- | --------- | ---- |
| 1    | Jack Carlin      | Großbritannien |           | Q    |
| 2    | Matthew Glaetzer | Australien     | + 0,345 s | Q    |
| 3    | Shinji Nakano    | Japan          | + 0,364 s | Q    |
| 4    | Cristian Ortega  | Kolumbien      | + 0,470 s |      |
| 5    | Sam Dakin        | Neuseeland     | + 0,644 s |      |
| 6    | Mateusz Rudyk    | Polen          | + 2,528 s |      |

#### Lauf B
| Rang | Name                | Nation         | Defizit   | Anm. |
| ---- | ------------------- | -------------- | --------- | ---- |
| 1    | Matthew Richardson  | Australien     |           | Q    |
| 2    | Harrie Lavreysen    | Niederlande    | + 0,234 s | Q    |
| 3    | Shah Firdaus Sahrom | Malaysia       | + 0,437 s | Q    |
| —    | Hamish Turnbull     | Großbritannien | DNF       |      |
| —    | Luca Spiegel        | Deutschland    | DNF       |      |
| —    | Kaiya Ōta           | Japan          | DSQ       |      |

### Finalläufe

#### A-Finale
| Rang | Name                | Nation         | Defizit   | Anm. |
| ---- | ------------------- | -------------- | --------- | ---- |
| 1    | Harrie Lavreysen    | Niederlande    |           |      |
| 2    | Matthew Richardson  | Australien     | + 0,056 s |      |
| 3    | Matthew Glaetzer    | Australien     | + 0,881 s |      |
| 4    | Jack Carlin         | Großbritannien | DNF       |      |
| 4    | Shinji Nakano       | Japan          | DNF       |      |
| 6    | Shah Firdaus Sahrom | Malaysia       | REL       |      |

#### B-Finale
| Rang | Name            | Nation         | Defizit   | Anm. |
| ---- | --------------- | -------------- | --------- | ---- |
| 7    | Cristian Ortega | Kolumbien      |           |      |
| 8    | Sam Dakin       | Neuseeland     | + 0,015 s |      |
| 9    | Luca Spiegel    | Deutschland    | + 0,147 s |      |
| 10   | Mateusz Rudyk   | Polen          | + 0,248 s |      |
| 11   | Hamish Turnbull | Großbritannien | DNS       |      |

Der Rest des Gesamtklassements war wie folgt, wobei der 12. Platz infolge der Disqualifikation Ōtas unbesetzt blieb:
- 13. Platz: Michail Sergejewitsch Jakowlew, Nicholas Paul, Jeffrey Hoogland (Fünfte des Viertelfinals)
- 16. Platz: James Hedgcock, Nick Wammes, Kevin Quintero (Sechste des Viertelfinals)
- 19. Platz: Jai Angsuthasawit, Sébastien Vigier, Liu Qi, Andrei Tschugai (Dritte des Hoffnungslaufs)
- 23. Platz: Maximilian Dörnbach, Vasilijus Lendel, Jaïr Tjon En Fa, Kwesi Browne (Vierte des Hoffnungslaufs)
- 27. Platz: Jean Spies, Zhou Yu, Rayan Helal (Fünfte des Hoffnungslaufs)
- Nicht platziert: Kaiya Ōta, Azizulhasni Awang (beide DSQ)